# Criollo de Yilan
El criollo de Yilan es una lengua criolla hablada en Taiwán. Surgió entre las décadas de 1930 y 1940 debido al contacto entre los colonos japoneses y los nativos atayal del sur del condado de Yilan, Taiwán. El vocabulario de un hablante nacido en 1974 era 70% japonés y 30% atayal, pero su gramática no es muy parecida a la de ninguna de las lenguas de origen.
Es incomprensible para los hablantes nativos de japonés y atayal. El criollo fue identificado en 2006 por Chien Yuehchen y Sanada Shinji, pero su existencia aún se desconoce en gran medida. Fue nombrado "criollo de Yilan" por su ubicación. El idioma oficial de Taiwán, el mandarín, amenaza la existencia del idioma.
No hay estadísticas precisas sobre el número de hablantes de criollo de Yilan. Sin embargo, en diciembre de 2018, la población de las cuatro aldeas era de 3285 habitantes en total, pero hay áreas dentro de la región que no usan el idioma (por ejemplo, la aldea de Jinyang). Teniendo en cuenta el hecho de que también hay habitantes jóvenes, se estima que el número de hablantes de la lengua es de 3000 o menos.

## Clasificación
El criollo de Yilan es una lengua que se considera parte de la familia de lenguas japónicas. El superestrato y el sustrato del criollo son el japonés y el atayal, respectivamente. Posiblemente se haya utilizado como el primer idioma entre los pueblos atayal y sediq desde la década de 1930.

## Historia
La isla de Taiwán fue anexada por Japón en virtud del Tratado de Shimonoseki desde 1895 hasta 1945. El control de la isla duró unos cincuenta años. Durante el último período de este tiempo, el Japón imperial impuso la asimilación de los taiwaneses a la lengua y la cultura japonesas. Como resultado de este contacto entre las lenguas atayal y japonesa, surgió el criollo de Yilan. Los taiwaneses comenzaron a asistir a escuelas en las que se enseñaba en japonés, donde todos los idiomas que no eran japoneses estaban prohibidos y, en 1944, más del 77% de los taiwaneses eran capaces de hablar japonés. Las reformas del idioma, los cambios de nombre y las leyes relativas a las costumbres sociales fueron algunas de las reformas instauradas por el gobierno imperial japonés. Muchos todavía son competentes en japonés hoy en día, donde a veces se usa como lengua franca. Aunque China intentó deshacerse de la influencia de Japón en Taiwán después de la rendición de Japón en 1945, el impacto en el idioma y la cultura de Taiwán sigue siendo en gran parte evidente.

Condado de Yilan, Taiwán.

Las características del atayal surgieron en el idioma japonés hablado en Taiwán, y eventualmente se convirtió en un pidgin antes de que se convirtiera por completo en criollo, y el idioma es actualmente el único criollo de origen japonés conocido en la isla y posiblemente en el mundo.

## Distribución geográfica
El criollo de Yilan se habla principalmente en la aldea de Tungyueh, la aldea de Chingyang, la aldea de Aohua y la aldea de Hanhsi en el condado de Yilan.
Si bien el criollo se usa actualmente entre todas las generaciones, las más jóvenes tienen menos exposición, lo que hace que el idioma esté en peligro. Si bien es posible que los hablantes de mayor edad no dominen el mandarín, las generaciones más jóvenes suelen usarlo más.

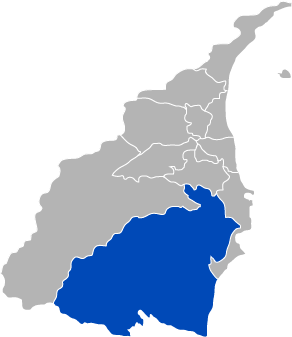
Nanbu en el condado de Yilan.

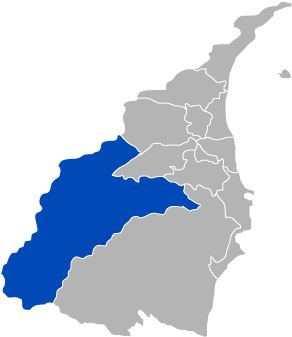
Daido en el condado de Yilan.

Hoy en día, el idioma japonés todavía tiene cierta influencia en la sociedad de Taiwán. Los taiwaneses suelen ver los sitios de Internet japoneses en japonés, y “pocos otros países producen tanta información en japonés como Taiwán”. En Taiwán puede verse muchos letreros japoneses, particularmente con el uso del carácter hiragana の (pronunciado “no”). Los ciudadanos taiwaneses que recibieron educación japonesa durante la anexión de la isla todavía hablan japonés con fluidez en la actualidad. Hay tres generaciones de hablantes de criollo de Yilan, siendo las generaciones mayores y medias las que utilizan el criollo significativamente más que la generación más joven.
En Tungyueh, las generaciones más jóvenes parecen haber perdido el criollo de Yilan, mientras que todavía hay hablantes fluidos del criollo en las generaciones más jóvenes en Aohua. Después de un impulso para preservar un sentido más tradicional y puro de la herencia atayal, el criollo de Yilan, que está imbuido de rasgos japoneses, fue eliminado en los exámenes de idiomas. Esto llevó a una tendencia hacia el mandarín y un alejamiento del criollo de Yilan entre los hablantes jóvenes. Si bien las generaciones mayores prefieren hablar japonés o el criollo con personas de la misma edad, a menudo usan atayal o mandarín mezclado con criollo de Yilan al hablar con las generaciones más jóvenes y viceversa.

## Sistema de escritura
La escritura del criollo de Yilan se basa en el sistema del alfabeto latino utilizado en Taiwán. Este utiliza la romanización Kunrei-shiki, así como el sistema de escritura Atayal utilizado en Taiwán. En libros, artículos y medios japoneses, puede expresarse en kanji y kana. Sin embargo, los hablantes de criollo de Yilan rara vez utilizan este sistema de escritura en su vida diaria.

## Fonología

### Consonantes
El criollo de Yilan tiene veintidós consonantes del japonés y atayal. Las consonantes japonesas que el criollo de Yilan ha heredado incluyen las oclusivas sonoras [b], [d] y [g], fricativa alveolar sonora [z], fricativa alveo-palatina [ɕ], africada alveolar [ts] y africadas alveo-palatinas [ tɕ] y [dʑ]. Sin embargo, no tiene la fricativa bilabial [Φ] ni la uvular nasal [N] que se encuentran en japonés.
Las consonantes atayal incluyen la oclusión glotal [ʔ], la alveolar líquida [l] y la fricativa velar [x]. No tiene la parada uvular [q] de Atayal. Algunas otras características que el criollo de Yilan adoptó del atayal son las consonantes [t] y [k], que pueden aparecer finalmente en la palabra; la velar nasal [ŋ], que puede aparecer en la posición inicial de la palabra también en la posición final de la palabra; y las fricativas [s], [ x] y [h], que pueden aparecer en la posición final de la palabra. En algunas palabras de origen japonés, [l] ha reemplazado a [r], como suware "sentarse", que se convirtió en suwale. El fonema [l] hace esto de manera similar con [d] en muchas palabras japonesas.

### Vocales
Las vocales del idioma consisten en [a], [i], [u], [e] y [o], que derivan tanto del japonés como del atayal, pero también [ə], que deriva específicamente del atayal. Sin embargo, [u] en criollo de Yilan se parece a la [u] redondeada del atayal en lugar de la [ɯ] sin redondear del japonés. Las consonantes largas y las vocales de palabras japonesas a menudo se acortan en la lengua, donde gakkô "escuela" en japonés se convierte en gako en criollo de Yilan.

## Gramática

### Morfología
Aunque los verbos del criollo de Yilan vienen del japonés y del atayal, los patrones de conjugación verbal difieren de forma única en algunos aspectos. El tiempo se nota mediante el uso de afijos y adverbios temporales juntos. Los verbos basados en Atayal seguirán usando la afijación japonesa. Algunos procesos de negación en criollo de Yilan utilizan formas derivadas del japonés para adaptarse al modo indicativo que forma parte de la gramática atayal.

### Sintaxis
El orden de las palabras del criollo de Yilan es SOV. Sigue la estructura de la oración japonesa, pero también hay evidencia de oraciones SVO basadas en mandarín, particularmente en hablantes más jóvenes.

## Vocabulario
En criollo de Yilan, las formas fonológicas de las palabras se derivan del japonés, mientras que las propiedades semánticas se derivan del atayal. Según un estudio sobre el criollo de Yilan en la aldea de Tungyueh de Zeitoun, Teng y Wu, “la proporción de palabras derivadas del atayal en el vocabulario básico del criollo de Yilan es del 18,3% y la de palabras derivadas del japonés es del 35,6%. Tanto las palabras derivadas del atayal como las palabras derivadas del japonés se pueden utilizar para el 33,8% de los elementos”. Palabras del mandarín y el min también existen, pero en menor medida. Los hablantes de generaciones mayores tienden a usar variantes de atayal y japonés con más frecuencia que los hablantes de generaciones más jóvenes, que prefieren las variantes del mandarín, cuando existen. Las palabras basadas en mandarín pierden su tono en criollo de Yilan.
Muchas palabras atayal relacionadas con la naturaleza, los animales y las plantas sobrevivieron en criollo de Yilan. El vocabulario de la mayoría de los conceptos relacionados con la vida y la cultura tradicionales de los atayal y los sediq se conserva en criollo de Yilan. Según una encuesta realizada en 1964 a hombres nacidos en la aldea Higashidake, la proporción del origen del vocabulario es la siguiente:
- De origen japonés: alrededor del 65%
- De origen atayal: alrededor del 25%
- De origen chino: alrededor del 10% de las lenguas de origen sureño

Sin embargo, aunque esta relación varía en función del hablante y la aldea, no hay duda de que el vocabulario de origen japonés es en todos los casos la mayoría. La influencia de la lengua sedek apenas se reconoce en criollo de Yilan.

### Sufijos
El sufijo verbal –suru en criollo de Yilan, derivado del verbo japonés "hacer", es similar a su contraparte japonesa, excepto en que es un morfema ligado mientras que el japonés –suru puede estar solo como un morfema libre. Además, en el criollo, –suru puede agregarse a sustantivos, adjetivos y, entre los hablantes generacionales jóvenes, verbos. Sin embargo, los hablantes de generaciones anteriores no aceptan combinaciones de verbos + –suru.
Existen dos sufijos de negación: –nay y –ng. Estos se derivan de la palabra japonesa "nye" y de la forma regional china "N", respectivamente. Ejemplos del uso de los sufijos negativos en oraciones:
Kyo no asa walaxsinay / *walaxsang. (No llovió esta mañana).
Kino samuysinay / *samuysang. (Ayer no hizo frío).
Ima walaxsinay / *walaxsang. (No está lloviendo ahora).
Ima samuysinay / *samuysang. (Ahora no hace frío).
Kyo *walaxsinay / walaxsang rasye. (Hoy no lloverá).
Asta *samuysinay / samuysang rasye. (Mañana no hará frío).
Otro afijo del criollo de Yilan es el derivado japonés –rasyeru para formas causales. Sin embargo, mientras que la inflexión japonesa difiere entre los verbos de consonante y final de vocal, el sufijo en el criollo no lo hace.

### Palabras compuestas
Hay cuatro tipos de palabras compuestas en criollo de Yilan:
- Tipo 1: palabra derivada del atayal + palabra derivada del atayal (ej. Hopa-la'i)
- Tipo 2: palabra derivada del atayal + palabra derivada del japonés (ej. hopa-tenki)
- Tipo 3: palabra derivada del japonés + palabra derivada del atayal (ej. naka-lukus, kako-balay)
- Tipo 4: palabra derivada del japonés + palabra derivada del japonés (ej. Naka-pangcyu, unme-zyoto)

Si bien las palabras compuestas de tipo 1 ocurren en atayal, el japonés no tiene apariciones de palabras compuestas de tipo 4 en su propio idioma, lo que sugiere que las palabras compuestas de tipo 2, 3 y 4 son originales del criollo de Yilan.

### Pronombres
Tabla de los pronombres en criollo de Yilan:
|            | Singular           | Plural                    |
| 1ª persona | wa/waha            | watati/wahatati           |
| 2ª persona | su/anta            | Antatati                  |
| 3ª persona | hiya/zibun/zin/are | zintati/zibuntati/aretati |

Las formas de los pronombres se derivan del japonés. Sin embargo, en comparación con el atayal y el japonés, el criollo de Yilan tiene un sistema pronominal simplificado. El criollo distingue los pronombres entre persona y número. Tampoco distingue entre mayúsculas y minúsculas, pronombres ligados o libres, ni pronombres inclusivos versus exclusivos como lo hace el atayal. Tampoco distingue entre género y grado de cortesía como lo hace el japonés.

### Demostrativos
Los demostrativos en criollo de Yilan provienen del japonés.

### Adjetivos y adverbios
Los adjetivos y adverbios en criollo de Yilan derivan tanto del japonés como del atayal. Los adjetivos del ayatal se utilizan principalmente para colores y sentimientos subjetivos. A diferencia del japonés, los adjetivos en la lengua criolla no se declinan y el tiempo se expresa mediante adverbios temporales. Los adjetivos en criollo de Yilan también pueden actuar como adverbios al modificar verbos. Por ejemplo, la palabra lokah 'bueno, fuerte' funciona como un adjetivo cuando se describe anta 'tú' en la frase lokah anta 'tú (eres) fuerte', mientras que lokah funciona como un adverbio como en lokah benkyo 'estudiar mucho'.